# Ernst Georg Heussler
Ernst Georg Heussler (* 22. April 1903 in Basel; † 29. Dezember 1982 in Zürich) war ein Schweizer Maler, Grafiker und Plastiker.

## Leben und Werk
Ernst Georg Heussler besuchte von 1917 bis 1920 die Allgemeine Gewerbeschule Basel. 1932 hielt er sich an der Académie de la Grande Chaumière in Paris auf. Heussler unternahm Studienreisen nach Italien, Südfrankreich, Spanien und England, später auch nach Marokko und Algerien. Er war Mitglied der Sektion Zürich der GSMBA. Seine Werke stellte er in zahlreichen Gruppenausstellungen aus. Ernst Georg Heussler war mit der Malerin, Zeichnerin und Grafikerin Hey Heussler verheiratet.